# Sitting on a Time Bomb
Sitting on a Time Bomb er et album fra 1982, og titlen på Kim Larsen & Jungle Dreams' andet forsøg på at slå igennem på det amerikanske marked. På Sitting on a Time Bomb er "Jungle Dreams" tilføjet som et "band-navn". Jungle Dreams er ellers titlen på den 1. amerikanske plade fra Kim Larsen i 1981. Begge disse to plader er engelsksprogede, producerede af Joe Delia og udgivet med henblik på det amerikanske marked. Singlen "Time Bomb" blev et mindre hit.

## Spor
| 1. | "Til Tomorrow (Goin' Downtown)" | Kim Larsen, Joe Delia | 3:32 |
| 2. | "Time Bomb"                     | Larsen, Delia         | 4:24 |
| 3. | "Tangled Up in Blue"            | Bob Dylan             | 3:34 |
| 4. | "Thin Ice"                      | Larsen, Delia         | 3:15 |
| 5. | "Fly Away into the Night"       | Larsen, Delia         | 3:22 |

| 6.  | "Lonely Boy Tonight" | Larsen, Delia          | 2:52 |
| 7.  | "Red Lights"         | Larsen, Steven Lemberg | 3:47 |
| 8.  | "Sandman, Sandman"   | Larsen, Delia          | 3:20 |
| 9.  | "Birds of Prey"      | Larsen, Delia          | 4:37 |
| 10. | "It's Showtime"      | John Delia             | 3:08 |

## Personel

### Musikere
- Kim Larsen - vokal
- Joe Delia - keyboards
- Rick Blakemore - guitar
- Dennis Espantman - bas
- Abe Speller - trommer

### Produktion
- Joe Delia - producer
- Thom Panunzio - lydtekniker, mix
- Gray Russell - assisterende lydtekniker
- Jim Ball - assisterende lydtekniker
- Rocco Bogs - mix
- Gray Russell - mastering
- Bob Belott - foto
- Andrea Klem - design
- Mac James - cover art